# L'invincibile ninja Kamui
Kamui den (カムイ伝? lett. "Le storie di Kamui") è un manga seinen scritto e disegnato da Sanpei Shirato, pubblicato dal 1964 al 1971 sulla rivista mensile Garo (periodico). Il manga ha poi avuto un seguito e uno spin-off intitolato Kamui gaiden, entrambi scritti sempre da Shirato.
Dal primo manga è stata tratta la serie anime L'invincibile ninja Kamui (忍風カムイ外伝?, Ninpū Kamui gaiden) prodotta dalla Eiken e da Zuiyo in 26 episodi e trasmessa in Giappone nel 1969.
Nel 2009 ne è stata fatta una trasposizione cinematografica live action intitolata Kamui Gaiden con Ken'ichi Matsuyama nella parte di Kamui.

## Trama
Kamui è un ninja del periodo Edo; le sue vicende sono ambientate ai tempi del governo dello shōgun Tokugawa Ietsuna (1651 - 1680), IV del clan dei Tokugawa, che portò all'esasperazione l'isolamento del Giappone e la rigida suddivisione in caste.
In un periodo in cui i potenti dominavano sulla povera gente con pugno di ferro, Kamui decide di cambiare vita ed abbandonare il clan Iga, che lo aveva allevato ed addestrato sin da quando era bambino facendolo diventare un killer professionista.
La fuga però lo fa diventare un nukenin (抜け忍?), cioè un ninja disertore, cosa che però non rientra nelle possibilità ammesse all'interno della legge spietata del mondo ninja. Per questo motivo il suo ex-clan lo condanna a morte ed inizia a perseguitarlo senza sosta, mandandogli contro i suoi migliori sicari (tra cui i suoi precedenti compagni). Kamui è costretto così a fuggire in continuazione, bandito dalla società, e ad utilizzare tutto il suo ingegno e le sue abilità per cercare di sopravvivere.
Nel corso della serie inizierà a soffrire di paranoia a causa del suo status di uomo perseguitato e bandito; inizia a credere che tutti lo vogliano uccidere e comincia a diffidare, e addirittura uccidere, ogni persona in cui si imbatte.
La storia è ambientata in un'atmosfera grigia e triste che viene a riflettere povertà, miseria e violenza di questo particolare periodo della storia del Giappone.

## Media

### Manga
Il primo manga della serie, Kamui den (カムイ伝?), è stato serializzato dal 1964 al 1971 sulla rivista nascente Garo e successivamente raccolto in 21 tankōbon. La seconda parte è stata pubblicata dal 1988 sulla rivista Big Comic della Shōgakukan, e successivamente raccolta in 22 tankōbon.
Sanpei Shirato ha scritto anche il manga spin-off Kamui gaiden (カムイ外伝?), pubblicato in due parti come la serie principale. I primi 20 capitoli sono stati pubblicati dal 1965 al 1967, in contemporanea a Kamui den, sulla rivista Shōnen Sunday della Shōgakukan. La seconda parte è stata pubblicata tra il 1982 e il 1987 sulla rivista Big Comic della stessa casa editrice.

### Anime

Logo della serie nell'edizione home video.

La serie fu trasmessa in Giappone su Fuji TV dal 6 aprile al 28 settembre 1969 e in Italia su Retequattro dal 1982. La sigla italiana dal titolo L'invincibile ninja Kamui è stata incisa da I Condors.

#### Episodi
| Nº | Titolo italiano Giapponese 「Kanji」 - Rōmaji                            | In onda           | In onda |
| Nº | Titolo italiano Giapponese 「Kanji」 - Rōmaji                            | Giapponese        |         |
| 1  | Kamui il fuggiasco 「雀落し」 - Suzume otoshi                            | 6 aprile 1969     |         |
| 2  | Un nemico pericoloso 「飯鋼落し」 - Meshi kō otoshi                      | 13 aprile 1969    |         |
| 3  | La potenza delle tenebre 「月影」 - Tsukikage                            | 20 aprile 1969    |         |
| 4  | Gli scoiattoli volanti 「むささび」 - Musasabi                           | 27 aprile 1969    |         |
| 5  | Un degno avversario 「五ツ」 - Go tsu                                    | 4 maggio 1969     |         |
| 6  | Il fungo della vita 「木耳(きくらげ)」 - Ki mimi (kikurage)              | 11 maggio 1969    |         |
| 7  | L'uomo lupo 「常風」 - Tsune kaze                                        | 18 maggio 1969    |         |
| 8  | Ateka 「九の一」 - Kyū no ichi                                           | 25 maggio 1969    |         |
| 9  | Un demone nella notte 「暗鬼」 - Anki                                    | 1º giugno 1969    |         |
| 10 | Lotta nell'ombra 「空蝉(うつせみ)」 - Utsusemi (utsusemi)                | 8 giugno 1969     |         |
| 11 | Schiavo 「下人」 - Shita nin                                             | 15 giugno 1969    |         |
| 12 | Inganno 「狂馬」 - Kyō uma                                               | 22 giugno 1969    |         |
| 13 | Kenzo di Akiro 「天人」 - Ten nin                                        | 29 giugno 1969    |         |
| 14 | Un inutile sacrificio 「移し身」 - Utsushi mi                            | 6 luglio 1969     |         |
| 15 | Il ritorno di Hansuke 「老忍」 - Rō nin                                  | 13 luglio 1969    |         |
| 16 | Sospetto 「抜忍」 - Nukenin                                              | 20 luglio 1969    |         |
| 17 | La dura legge della risaia 「黒蛾」 - Kuro ga                            | 27 luglio 1969    |         |
| 18 | L'inseguimento 「追跡」 - Tsuiseki                                       | 3 agosto 1969     |         |
| 19 | Un amico fedele 「りんどう」 - Rindō                                     | 10 agosto 1969    |         |
| 20 | Tecnica assassina 「憑き移し」 - Tsuki utsushi                           | 17 agosto 1969    |         |
| 21 | Destini comuni 「女左衛門」 - Onna zaemon                                | 24 agosto 1969    |         |
| 22 | Hanbei il pescatore 「一白」 - Ichi shiro                                | 31 agosto 1969    |         |
| 23 | L'uomo venuto dal mare 「双忍」 - Sō nin                                 | 7 settembre 1969  |         |
| 24 | Gli uccisori di squali 「鮫殺人」 - Same satsujin                        | 14 settembre 1969 |         |
| 25 | Le conchiglie del sole e della luna 「月日見」 - Gappi ken               | 21 settembre 1969 |         |
| 26 | L'amaro sapore della vendetta 「十文字露くづし」 - Jūmonji tsuyu kudushi | 28 settembre 1969 |         |

#### Doppiaggio
| Personaggio        | Doppiatore originale | Doppiatore italiano |
| ------------------ | -------------------- | ------------------- |
| Kamui              | Kouji Nakata         | Oreste Baldini      |
| Tennin di Taba     |                      | Vittorio Di Prima   |
| Ryuta              |                      | Fabrizio Manfredi   |
| Dodo di Tsujikaze  |                      | Oliviero Dinelli    |
| Sone di Nahari     | Mikio Terashima      | Giovanni Petrucci   |
| Hayame di Hamakuse |                      | Gastone Pescucci    |
| Nenè               |                      | Laura Boccanera     |
| Mashira            |                      | Diego Reggente      |
| Hamakuse di Nahari |                      | Aldo Barberito      |
| Tsukikage          |                      | Riccardo Garrone    |
| Shiro Musasabi     |                      | Massimo Corizza     |
| Sanae Musasabi     |                      | Rita Baldini        |
| Isuzu              |                      | Diego Reggente      |
| Kage               | Chikao Ōtsuka        |                     |
| Fudo               | Iemasa Kayumi        |                     |
| Voce narrante      |                      | Elio Zamuto         |